# Schloss Seedorf

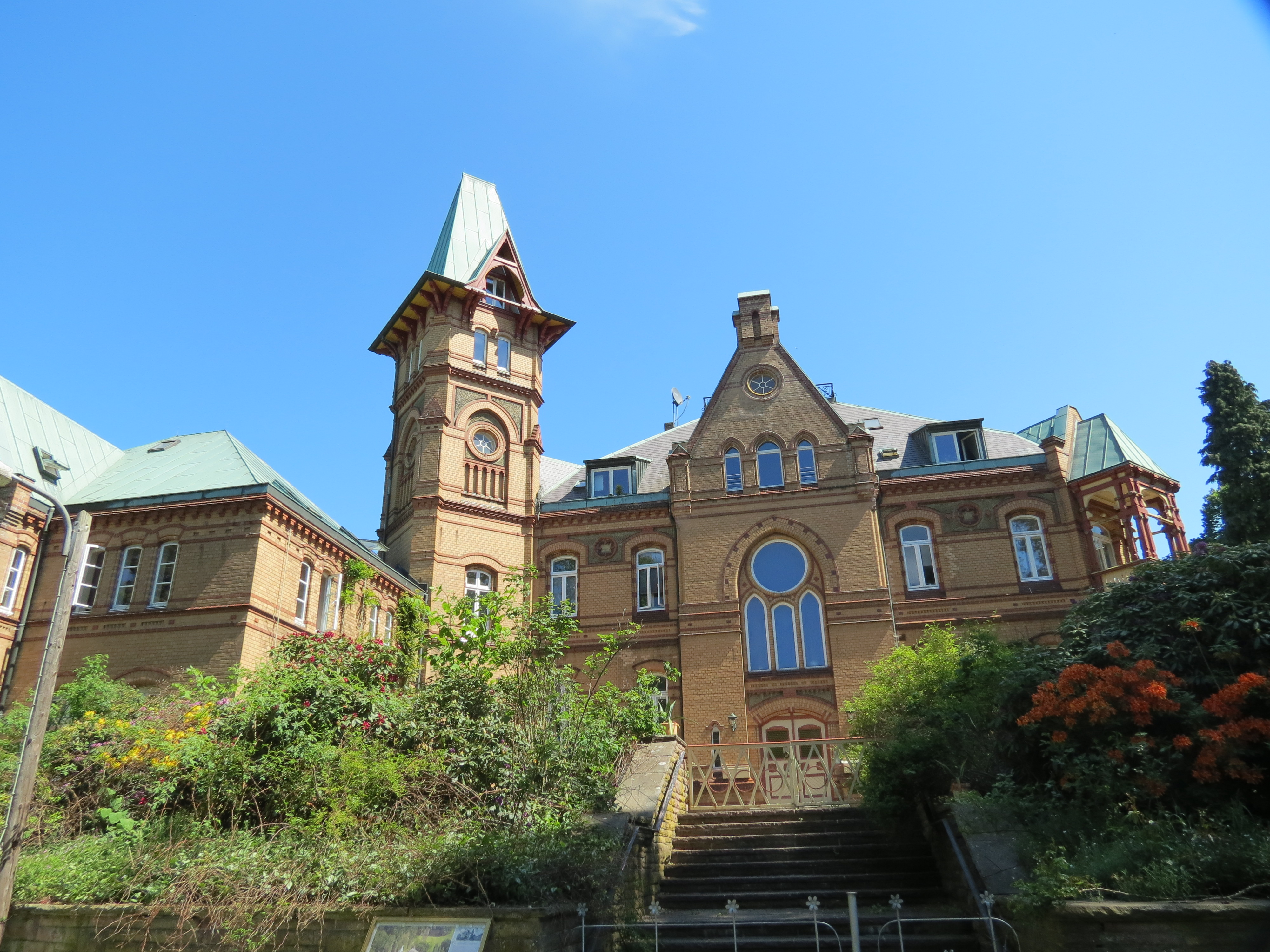
Schloss Seedorf (2012)

Das Schloss Seedorf ist das ehemalige Herrenhaus des Gutes Seedorf am Schaalsee.

## Geschichte
Das Gut Seedorf war ein adliges Gut im Herzogtum Sachsen-Lauenburg. Zu seinen frühen Eigentümerfamilien zählten die adligen Familien von Seedorf, von Brockdorff, Scharpenberg und von Lützow. Die Familie von Lützow verkaufte Seedorf an die Familie von Witzendorff, kurz nachdem diese das benachbarte Gut Groß Zecher erworben hatte. Seedorf blieb bis Ende des 19. Jahrhunderts im Besitz der Familie von Witzendorff. Mit dem Tod des Landrats Ottokar von Witzendorff ging Seedorf 1890 an dessen Witwe Ida von Witzendorff geborene Lindemann, die es nach ihrem Tod 1928 in ihrer Familie weitervererbte.
Von 1891 bis 1893 wurde das heute noch vor dem Seedorfer Werder stehende Herrenhaus im Stil des Historismus für Ida von Witzendorff völlig neu errichtet. Die Pläne lieferte der Architekt Ernst Möller, der zuvor den Schweriner Hauptbahnhof errichtet hatte. Das Haus zeigt die für Schleswig-Holstein eher untypische Formsprache der Neorenaissance.
Der dazugehörige landwirtschaftliche Betrieb wurde 1972 aufgegeben und die Ländereien an das Land Schleswig-Holstein verkauft.
Seit 2005 befinden sich Privatwohnungen in dem Gebäude.

## Rittergut und Patrimonialgericht
Das Gut war ein landtagsfähiges Rittergut, der Besitzer war daher Mitglied der Ritter- und Landschaft Lauenburgs. Ebenfalls mit dem Gut verbunden war die Patrimonialgerichtsbarkeit: der jeweilige Gutsherr war (oder bestimmte) den Richter für die Bewohner des Gutes, siehe auch die Liste der Gerichte im Herzogtum Sachsen-Lauenburg. 1866 endeten mit dem Übergang an Preußen diese Rechte.